# Spathius helle
Spathius helle är en stekelart som beskrevs av Nixon 1943. Spathius helle ingår i släktet Spathius och familjen bracksteklar. Inga underarter finns listade i Catalogue of Life.